# Pioneer Investments
Pioneer Investments, è il marchio commerciale usato da Amundi (Crédit Agricole). Precedentemente apparteneva a Pioneer Global Asset Management S.p.A., società interamente controllata da UniCredit.

## Storia
Fondata nel 1928 negli Stati Uniti, Pioneer Investments era una società globale di investimento, con uffici in 28 Paesi, oltre 2.000 dipendenti e € 223,6 miliardi di asset in gestione al 31 dicembre 2015. Nel 2000 è stata acquistata da Unicredito Italiano rendendo così la Pioneer Investments l'unica società di investimenti finanziari italiana ad operare a livello globale. Già presente nei paesi dell'Europa dell'Est, tale presenza è stata rafforzata a partire dal 2006 con l'acquisizione di HVB da parte  sempre di Unicredit.
È stato uno dei più grandi operatori del proprio settore. Aveva quattro principali sedi: Milano, Boston (USA), Londra e Dublino (Irlanda). Ognuna di queste faceva capo formalmente a società diverse, le quali a loro volta erano detenute dalla holding Pioneer Global Asset Management S.p.A. (PGAM). Le masse amministrate al 30/06/2016 ammontavano a €221 miliardi.
Nel dicembre 2016 Pioneer è stata ceduta dal nuovo cda di Unicredit diretto da Jean Pierre Mustier alla francese Amundi del Gruppo Crédit Agricole (in concorrenza con una cordata italiana guidata da Poste Italiane) per 3,5 miliardi di euro e successivamente incorporata nel gennaio 2018.